# Chevanceaux
Chevanceaux és un municipi francès situat al departament del Charente Marítim i a la regió de la Nova Aquitània. L'any 2007 tenia 1.019 habitants.

## Demografia

### Població
El 2007 la població de fet de Chevanceaux era de 1.019 persones. Hi havia 453 famílies de les quals 168 eren unipersonals (56 homes vivint sols i 112 dones vivint soles), 157 parelles sense fills, 104 parelles amb fills i 24 famílies monoparentals amb fills.
La població ha evolucionat segons el següent gràfic:
Habitants censats

### Habitatges
El 2007 hi havia 538 habitatges, 467 eren l'habitatge principal de la família, 15 eren segones residències i 55 estaven desocupats. 469 eren cases i 61 eren apartaments. Dels 467 habitatges principals, 298 estaven ocupats pels seus propietaris, 151 estaven llogats i ocupats pels llogaters i 18 estaven cedits a títol gratuït; 4 tenien una cambra, 24 en tenien dues, 73 en tenien tres, 146 en tenien quatre i 221 en tenien cinc o més. 307 habitatges disposaven pel capbaix d'una plaça de pàrquing. A 243 habitatges hi havia un automòbil i a 164 n'hi havia dos o més.

### Piràmide de població
La piràmide de població per edats i sexe el 2009 era:
| Homes | Edats   | Dones |
| ----- | ------- | ----- |
| 0     | 95 o +  | 0     |
| 8     | 90 a 94 | 12    |
| 4     | 85 a 89 | 4     |
| 16    | 80 a 84 | 12    |
| 4     | 75 a 79 | 36    |
| 56    | 70 a 74 | 64    |
| 24    | 65 a 69 | 24    |
| 32    | 60 a 64 | 24    |
| 36    | 55 a 59 | 20    |
| 20    | 50 a 54 | 36    |
| 28    | 45 a 49 | 28    |
| 32    | 40 a 44 | 44    |
| 44    | 35 a 39 | 32    |
| 16    | 30 a 34 | 28    |
| 28    | 25 a 29 | 40    |
| 16    | 20 a 24 | 24    |
| 36    | 15 a 19 | 48    |
| 36    | 10 a 14 | 8     |
| 12    | 5 a 9   | 12    |
| 16    | 0 a 4   | 20    |

## Economia
El 2007 la població en edat de treballar era de 652 persones, 453 eren actives i 199 eren inactives. De les 453 persones actives 391 estaven ocupades (211 homes i 180 dones) i 62 estaven aturades (33 homes i 29 dones). De les 199 persones inactives 75 estaven jubilades, 60 estaven estudiant i 64 estaven classificades com a «altres inactius».

### Ingressos
El 2009 a Chevanceaux hi havia 444 unitats fiscals que integraven 951,5 persones, la mediana anual d'ingressos fiscals per persona era de 14.894 €.

### Activitats econòmiques
Dels 74 establiments que hi havia el 2007, 4 eren d'empreses alimentàries, 2 d'empreses de fabricació d'elements pel transport, 6 d'empreses de fabricació d'altres productes industrials, 13 d'empreses de construcció, 17 d'empreses de comerç i reparació d'automòbils, 4 d'empreses de transport, 3 d'empreses d'hostatgeria i restauració, 3 d'empreses financeres, 2 d'empreses immobiliàries, 5 d'empreses de serveis, 11 d'entitats de l'administració pública i 4 d'empreses classificades com a «altres activitats de serveis».
Dels 22 establiments de servei als particulars que hi havia el 2009, 1 era una oficina de correu, 1 una oficina bancària, 1 funerària, 3 tallers de reparació d'automòbils i de material agrícola, 2 paletes, 2 guixaires pintors, 3 fusteries, 1 lampisteria, 4 electricistes, 1 empresa de construcció, 2 perruqueries i 1 restaurant.
Dels 8 establiments comercials que hi havia el 2009, 2 eren botiges de menys de 120 m², 2 fleques, 2 carnisseries, 1 una llibreria i 1 una floristeria.
L'any 2000 a Chevanceaux hi havia 33 explotacions agrícoles que ocupaven un total de 1.309 hectàrees.

## Equipaments sanitaris i escolars
L'únic equipament sanitari que hi havia el 2009 era una farmàcia.
El 2009 hi havia 1 escola maternal i 1 escola elemental.

## Poblacions més properes
El següent diagrama mostra les poblacions més properes.